# Tauno Palo
Tauno Palo, est un chanteur et un acteur de l'âge d'or du cinéma finlandais.
Dans son guide du cinéma suédois et finlandais, Peter von Bagh, dit de Tauno Palo, qu'il est le plus célèbre, le plus aimé et, sans conteste, le plus grand et le meilleur acteur du cinéma finlandais. « C'est dans le théâtre qu'il a le plus clairement démontré son habileté à allier le charme juvénile et léger au jeu d'acteur poids lourd ».
Ses rôles les plus célèbres sont peut-être dans Kulkurin Valssi (en français : La valse du Vagabond) (1941) et Femme de Substitution (fi) (1936). En 1941, il apparaît dans la comédie romantique Onnellinen ministeri (fi), aux-côtés de l'actrice et chanteuse Birgit Kronstrom (en) : ce film comprend la célèbre chanson finlandaise Katupoikien laulu (fi), reprise ensuite par de très nombreux artistes finlandais dont Katri Helena.
Il remporte à trois reprises le prix Jussi (1946, 1950 et 1952).

## Biographie

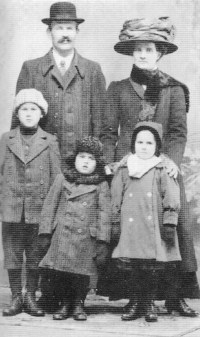
La famille Brännäs : En haut Petter et Olga Brännäs, en bas Göstä, Tauno et Alli (vers 1910-1915).

Tauno Palo est né, Tauno Brännäs, le 25 octobre 1908 à Hämeenlinna dans le Grand-duché de Finlande. Il est le fils d'Olga Andersson et Lars Petter Brännäs. Il changera de nom, en 1935, pour prendre celui de Tauno Palo.

Il est recruté par l'armée et reçoit une formation de pharmacien. Un ami l'invite à rejoindre le théâtre du Working Men's Club de Sörnäinen à Helsinki. Le directeur de théâtre et célèbre acteur Aarne Orjatsalo devient alors son mentor. Le jeune homme aux cheveux noirs de Sörnäinen, qui avait une bonne voix, est remarqué et, en 1931, il est invité à une audition pour des studios de cinéma.

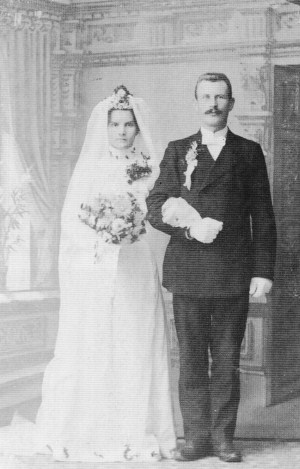
Mariage d'Olga Andersson et Lars Petter Brännäs, les parents de Tauno Palo (1903).

 Il voit l'envol de sa carrière lorsque le cinéma muet prend fin et que les spectateurs entendent sa voix.
Tauno Palo quitte son emploi de pharmacien en 1932. Il est engagé au Théâtre national de Finlande, mais jusqu'en 1938, il ne joue que de petits rôles, en raison de sa popularité d'acteur de cinéma, ce qui nuit à sa crédibilité sur une scène.
Ansa Ikonen joue avec lui dans 12 films et de nombreuses pièces de théâtre et des tournées. Aux yeux du public, ils sont devenus le couple le plus romantique de tous les temps. Dans la vraie vie, ils n'ont aucune relation amoureuse.
Dans La valse du Vagabond (fi), Tauno Palo prononce probablement les mots les plus célèbres de l'histoire du cinéma finlandais : « On ne se souviendra pas de moi comme de la simple ombre de l'homme que j'étais, mais comme de la simple ombre de l'homme que je suis maintenant ».
Tauno Palo a joué dans plus de 300 pièces de théâtre et 65 films. Avant la Seconde Guerre mondiale, il a enregistré un certain nombre de chansons pour les films musicaux dans lesquels il a joué. Il poursuit sa carrière musicale après 1967.
Il se marie une première fois avec Sylvi Palo puis après avoir divorcé, il épouse Kirsti Ortola. Il a trois enfants légitimes : Pertti Palo (fi), Martti Palo (fi), Jukka-Pekka Palo (fi) et un enfant biologique, qu'il a avec l'actrice Kyllikki Väre (fi), Esko Salminen (fi).
Il meurt d'un cancer de la gorge, le 24 mai 1982 à Helsinki.

## Filmographie

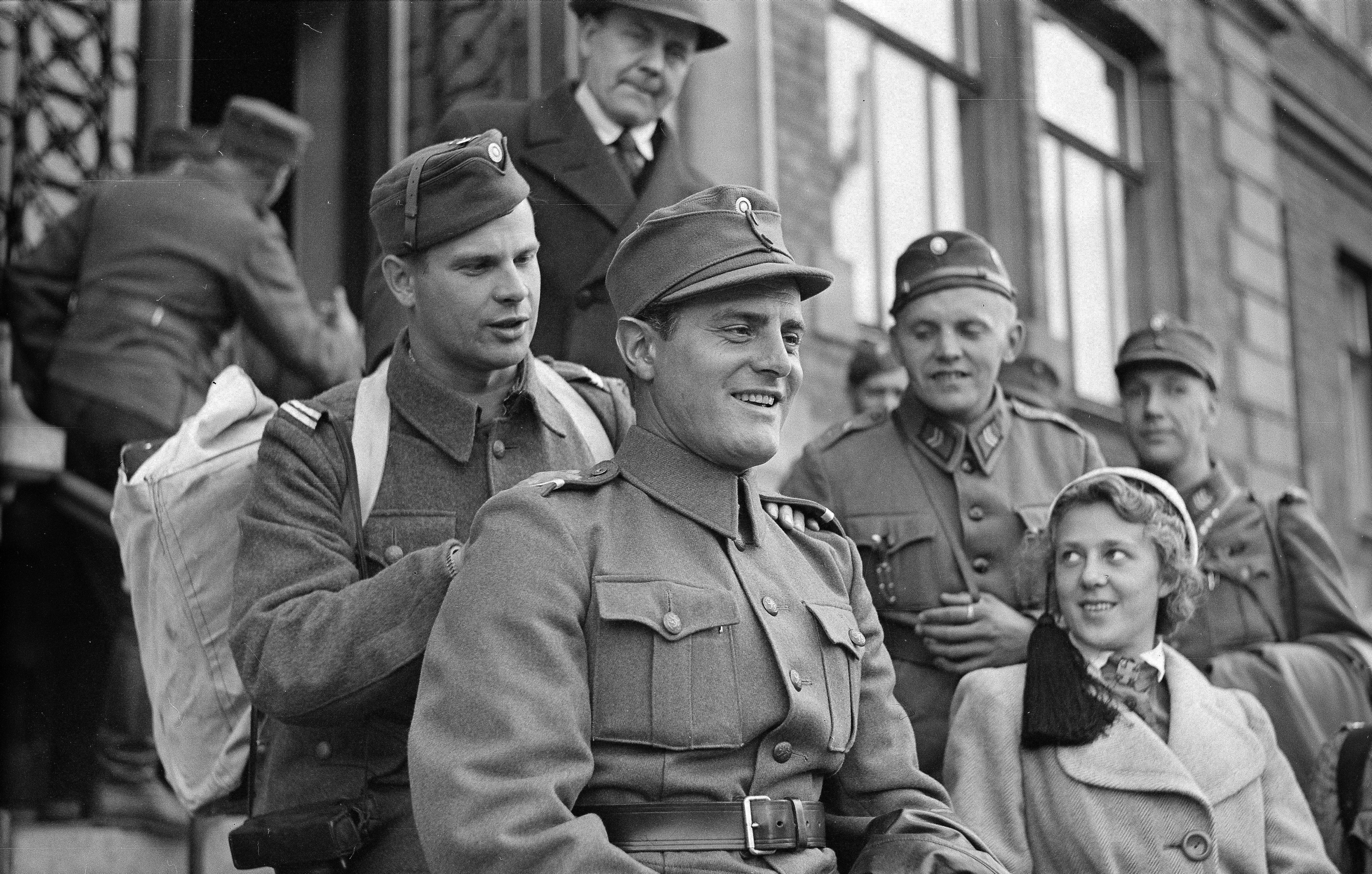
Tauno Palo durant la guerre de Continuation en 1941.

La filmographie de Tauno Palo, comprend les films suivants :
- 1931 : Jääkärin morsian (fi)[6]
- 1932 : Kuisma ja Helinä (fi)[7]
- 1934 : Helsingin kuuluisin liikemies (fi)[8]
- 1935 : Kaikki rakastavat (fi)[9] (titre original : Mieheke)
- 1936 : Un semblant d'époux (fi)[10] (titre original : Mieheke)
- 1936 : Vaimoke (fi)[11]
- 1937 : Koskenlaskijan morsian (fi)[12]
- 1937 : Juurakon Hulda (fi)[13]
- 1938 : Niskavuoren naiset (fi)[14]
- 1938 : Jääkärin morsian (fi)[15]
- 1939 : Eteenpäin - elämään (fi)[16]
- 1939 : Helmikuun manifesti (fi)[17]
- 1939 : Jumalan tuomio (fi)[18]
- 1939 : Serenaadi sotatorvella (fi)[19]
- 1939 : Suotorpan tyttö (fi)[20]
- 1940 : SF-paraati (fi)[21]
- 1940 : Aatamin puvussa - ja vähän Eevankin... (fi)[22]
- 1941 : La valse du Vagabond (fi)[23] (titre original : Kulkurin Valssi)
- 1941 : Kaivopuiston kaunis Regina (fi)[24]
- 1941 : Onnellinen ministeri (fi)[25]
- 1942 : Onni pyörii (fi)[26]
- 1942 : Avioliittoyhtiö (fi)[27]
- 1942 : Puck (fi)[28]
- 1943 : Valkoiset ruusut (fi)[29]
- 1944 : Vaivaisukon morsian (fi)[30]
- 1944 : Herra ja ylhäisyys (fi)[31]
- 1945 : Kolmastoista koputus (fi)[32]
- 1946 : Menneisyyden varjo (fi)[33]
- 1946 : Viikon tyttö (fi)[34]
- 1946 : Louise (fi)[35]
- 1947 : Pimeänpirtin hävitys (fi)[36]
- 1947 : Koskenkylän laulu (fi)[37]
- 1948 : Laitakaupungin laulu (fi)[38]
- 1948 : Laitakaupungin laulu (fi)[38]
- 1948 : Laulava sydän (fi)[39]
- 1949 : Rosvo-Roope (fi)[40]
- 1949 : Rosvo-Roope (fi)[40]
- 1949 : Kanavan laidalla (fi)[41]
- 1949 : Professori Masa (fi)[42]
- 1949 : Professori Masa (fi)[42]
- 1950 : Amor hoi! (fi)[43]
- 1950 : Härmästä poikia kymmenen (fi)[44]
- 1951 : Huolien teillä[45] (Court métrage)
- 1951 : Ylijäämänainen (fi)[46]
- 1951 : Tukkijoella (fi)[47]
- 1952 : Silmät hämärässä (fi)[48]
- 1952 : Hän tuli ikkunasta (fi)[49]
- 1953 : Omena putoaa... (fi)[50]
- 1953 : Maailman kaunein tyttö (fi)[51]
- 1953 : Kolmiapila (fi)[52]
- 1953 : Se alkoi sateessa (fi)[53]
- 1953 : Hilja – maitotyttö (fi)[54]
- 1954 : Kunnioittaen (fi)[55]
- 1954 : Niskavuoren Aarne (fi)[56]
- 1954 : Kasarmin tytär (fi)[57]
- 1954 : Hilmanpäivät (fi)[58]
- 1955 : Kunnian kukko (fi)[59] (Court métrage)
- 1955 : Isän vanha ja uusi (fi)[60]
- 1955 : Nukkekauppias ja kaunis Lilith (fi)[61]
- 1955 : Neiti talonmies (fi)[62]
- 1955 : Soldat inconnu (Tuntematon sotilas) de Edvin Laine [63] (titre original : Tuntematon sotilas)
- 1956 : Ratkaisun päivät (fi)[64]
- 1956 : Risti ja liekki (fi)[65]
- 1957 : Kuriton sukupolvi (fi)[66]
- 1957 : Niskavuori taistelee (fi)[67]
- 1957 : Un homme de notre planète (fi)[68]
- 1958 : Verta käsissämme (fi)[69]
- 1959 : Kovaa peliä Pohjolassa (fi)[70]
- 1960 : Nina ja Erik (fi)[71]
- 1960 : Kuolemantanssi[72] (téléfilm)
- 1961 : Tulipunainen kyyhkynen (fi)[73] son dernier grand rôle.
- 1961 : Kauppamatkustajan kuolema[74] (téléfilm)
- 1962 : Kettu ja viinirypäleet[75] (téléfilm)
- 1963 : Viktoria ja hänen husaarinsa[76] (téléfilm)
- 1963 : Omena putoaa[77] (téléfilm)
- 1964 : Miten haluatte[78] (téléfilm)
- 1964 : Jouluvene - tähtiparaati[79] (téléfilm)
- 1965 : Ilmasilta (fi)[80] (série télévisée)
- 1965 : Woyzeck[81] (téléfilm)
- 1965 : Purasen häät[82] (téléfilm)
- 1966 : Mies joka oli syntynyt hirtettäväksi[83] (téléfilm)
- 1966 : Tullaan tutuiksi[84] (série télévisée)
- 1966 : Iso keikka[85] (téléfilm)
- 1967 : Ihmisiä elämän pohjalla[86] (téléfilm)
- 1967 : Teatterituokio[87] (série télévisée)
- 1969 : Kustaa Vaasa[88] (téléfilm)
- 1974 : Villisorsa[89] (téléfilm)
- 1975 : Kuolleista herännyt[90] (téléfilm)

## Discographie
La discographie de Tauno Palo, comprend les albums et singles suivants :
- 1934 : Tuulikki
- 1934 : Tuohinen sormus
- 1935 : Syksyn tullessa
- 1936 : Mieheke
- 1936 : Marjatta
- 1936 : Sinä semmoinen, minä tämmöinen
- 1940 : Nuoruuden sävel
- 1940 : Pot-pot-pot (avec Ansa Ikonen)
- 1940 : Näenhän valoisan taivaan
- 1942 : Soittoniekka
- 1967 : Ruusu on punainen
- 1968 : Rosvo-Roope
- 1974 : Ansa & Tauno (avec Ansa Ikonen)

## Prix et reconnaissance
En 1946, 1950 et 1952, il reçoit le Jussi du meilleur premier rôle masculin.
En 1956, Tauno Palo est décoré de la Médaille Pro Finlandia.
Le parc Tauno Palo est nommé en son honneur.

## Sources de la traduction
- (en) Cet article est partiellement ou en totalité issu de l’article de Wikipédia en anglais intitulé « Tauno Palo » (voir la liste des auteurs).